# Niedrożność smółkowa
Niedrożność smółkowa (łac. meconium ileus) – jeden z pierwszych i najcięższych objawów mukowiscydozy. Do niedrożności smółkowej dochodzi u 5-20% noworodków z mukowiscydozą. Niedrożność ta powstaje w wyniku niedoboru enzymów trzustkowych, przez co smółka (zawartość jelit płodu, która składa się z reszt połkniętych wód płodowych, żółci, złuszczonych nabłonków i mazi płodowej) nie może ulec rozpuszczeniu i zatyka światło jelit pod postacią lepkich czopów. Normalnie smółka jest wydalana zaraz po narodzinach. Niedrożność smółkową można stwierdzić w badaniu USG płodu.
Typowymi objawami u noworodków są: brak smółki, wzdęty brzuch i wymioty, występujące w pierwszych dobach życia dziecka. Oprócz zatkania światła jelita mogą nastąpić groźne powikłania, takie jak: skręt, uwięzienie lub zarośnięcie jelita, perforacja, smółkowe zapalenie otrzewnej.
Niedrożność smółkowa nie wskazuje na stopień ciężkości przebiegu mukowiscydozy.

## Leczenie
W 60% przypadków stosuje się leczenie farmakologiczne, jeśli jednak nie przynosi efektów, to konieczne jest leczenie chirurgiczne.